# Адол
Адол (фр. Hadol) насеље је и општина у североисточној Француској у региону Лорена, у департману Вогези која припада префектури Епинал.
По подацима из 2011. године у општини је живело 2303 становника, а густина насељености је износила 46,95 становника/km². Општина се простире на површини од 49,05 km². Налази се на средњој надморској висини од 500 метара (максималној 586 m, а минималној 340 m).

## Демографија
| 1962. | 1968. | 1975. | 1982. | 1990. | 1999. | 2011. |
| ----- | ----- | ----- | ----- | ----- | ----- | ----- |
| 1.491 | 1.503 | 1.580 | 1.997 | 2.019 | 2.071 | 2.303 |

График промене броја становника у току последњих година